# Хаммонд, Эндрю
Эндрю Роберт Хаммонд (англ. Andrew Robert Hammond; род. 11 февраля 1988, Уайт-Рок, Британская Колумбия) — канадский хоккеист, выступавший на позиции вратаря.

## Карьера
Дебютировал в НХЛ 27 февраля 2014 года, выйдя на замену в начале второго периода в матче против «Детройт Ред Уингз». В сезоне 2014/2015 провёл за «Оттаву» 24 матча и установил рекорд, став первым голкипером НХЛ, выигравшим 16 из 18 первых матчей, проведенных в качестве стартового вратаря.
5 ноября 2017 года перешёл в «Колорадо Эвеланш» став частью компенсации за обмен Мэтта Дюшена в «Оттаву».
Сезон 2018/19 полностью провёл в составе фарм-клуба «Миннесоты Уайлд», «Айовы».
1 июля 2019 года подписал двусторонний контракт с «Баффало Сейбрз» сроком на 1 год.
С 2020 по 2022 годы провёл в системе «Миннесоты Уайлд». 12 февраля 2022 года был обменян в «Монреаль Канадиенс», а 21 марта перешёл в «Нью-Джерси Девилз».
10 августа 2022 года подписал просмотровый контракт с «Флоридой Пантерз».
16 сентября 2022 года подписал однолетний контракт с клубом КХЛ «Трактор», однако проведя два матча расторг его 20 октября.
19 декабря 2022 года объявил о завершении игровой карьеры в возрасте 34 лет.